# Peter Fraňo
Peter Fraňo, né le 2 mars 1996 à Brezno, est un coureur de fond et skieur alpiniste slovaque. Il a remporté la médaille de bronze de l'épreuve de trail long aux championnats du monde de course en montagne et trail 2023.

## Biographie
Peter Fraňo pratique le football dans sa jeunesse. À l'age de 17 ans, il décide d'abandonner ce sport et se met à la course à pied. Pratiquant le métier porteur en marge de ses études pour la cabane de montagne général Milan Rastislav Štefánik située sur les flancs du Ďumbier, il se prend de passion pour les sports de montagne et se lance en compétition en trail ainsi qu'en ski-alpinisme,.
Lors de sa première année de compétition en catégorie senior, il crée la sensation en remportant la Non-Stop Beh Hrebenom Nizkych Tatier, épreuve technique courue dans les Basses Tatras.
Il se révèle sur la scène internationale en 2021. Il prend part aux épreuves de la catégorie Long en Coupe du monde de course en montagne. Le 24 juillet, il s'élance sur le Tatra SkyMarathon. Il voit dans un premier temps l'Espagnol Raúl Criado mener la course. Épaulé par son compatriote Miroslav Hraško, Peter Fraňo lance son attaque à mi-parcours et parvient à doubler l'Espagnol. Il se retrouve seul en tête et creuse l'écart pour s'offrir la victoire. Le 10 septembre, il se retrouve à nouveau à la lutte avec Raúl Criado sur le Canfranc-Canfranc Maratón. Bien décidé à l'emporter, il accélère en deuxième partie de course et s'impose en 5 h 38 min 16 s, établissant un nouveau record du parcours. Il s'empare de la tête provisoire du classement Long mais ne participe pas à la finale courue à Zumaia. Il offre ainsi le titre à son rival Raúl Criado et termine à la deuxième place du classement de la spécialité. Le 20 novembre, il crée la surprise lors des championnats de Slovaquie de cross-country à Bratislava. Il parvient à rattraper le champion en titre et grand favori Marek Hladík, puis le dépasse pour s'offrir son premier titre national.
Le 28 mai 2022, il s'élance au départ de la Madeira SkyRace, manche de la Skyrunner World Series. Il mène le groupe de poursuivants derrière le Suédois Sebastian Lungdahl seul en tête. Au kilomètre 30, il parvient à rattraper ce dernier et après une lutte au coude-à-coude, prend avantage dans la montée et parvient à remporter la victoire avec deux minutes d'avance.
Le 28 janvier 2023, il défend avec succès son titre de champion de Slovaquie de ski-alpinisme sur l'épreuve individuelle à Bobrovecká Vápenica. Deux semaines plus tard, il remporte le titre sur la course par équipe à Mala Lučivná avec Matúš Danko. Le 9 juin, il prend le départ de l'épreuve de trail long aux championnats du monde de course en montagne et trail à Innsbruck. Avec comme seule objectif une place dans le top 10, il prend un départ prudent et pointe au huitième rang après 35 kilomètres. Se sentant en forme, il poursuit sur son rythme et parvient à doubler plusieurs adversaires en l'espace de quelques kilomètres. Il pointe alors au troisième rang et revient dans les talons de l'Italien Andreas Reiterer. Il remporte la médaille de bronze en terminant avec deux minutes de retard sur ce dernier,.

## Palmarès en athlétisme

### Trail
| no  | masculin           | Course                                | Longueur | Départ            | Temps            |
| --- | ------------------ | ------------------------------------- | -------- | ----------------- | ---------------- |
| 2e  | Médaille d'argent  | Stranda Fjord Trail Race              | 49 km    | 10 août 2019      | 6 h 7 min 52 s   |
| 2e  | Médaille d'argent  | Tatra SkyMarathon                     | 41 km    | 25 juillet 2020   | 4 h 39 min 37 s  |
| 2e  | Médaille d'argent  | Pierra Menta été                      | 76 km    | 1-3 juillet 2021  | 9 h 31 min 28 s  |
| 1er | Médaille d'or      | Tatra SkyMarathon                     | 39 km    | 24 juillet 2021   | 4 h 30 min 18 s  |
| 1er | Médaille d'or      | Canfranc-Canfranc Maratón             | 45 km    | 10 septembre 2021 | 5 h 38 min 16 s  |
| 1er | Médaille d'or      | Madeira SkyRace                       | 55 km    | 28 mai 2022       | 5 h 47 min 37 s  |
| 8e  | 8e                 | Championnats du monde de trail - Long | 78 km    | 4 novembre 2022   | 7 h 53 min 6 s   |
| 3e  | Médaille de bronze | Championnats du monde de trail - Long | 85,8 km  | 9 juin 2023       | 10 h 2 min 10 s  |
| 2e  | Médaille d'argent  | Minotaur SkyRace                      | 33,5 km  | 24 juin 2023      | 4 h 21 min 40 s  |
| 2e  | Médaille d'argent  | TransLantau 50                        | 50 km    | 11 novembre 2023  | 5 h 8 min 51 s   |
| 2e  | Médaille d'argent  | Transvulcania Maratón                 | 43,2 km  | 11 mai 2024       | 3 h 48 min 8 s   |
| 7e  | 7e                 | Championnats d'Europe de trail        | 58 km    | 1er juin 2024     | 5 h 18 min 38 s  |
| 3e  | Médaille de bronze | Verbier Marathon                      | 38 km    | 7 juillet 2024    | 3 h 53 min 37 s  |
| 2e  | Médaille d'argent  | CCC                                   | 101 km   | 30 août 2024      | 10 h 27 min 17 s |
| 1er | Médaille d'or      | Transvulcania                         | 73 km    | 10 mai 2025       | 6 h 55 min 36 s  |

### Cross
| Année | Compétition                                | Lieu       | Place | Épreuve       | Performance |
| ----- | ------------------------------------------ | ---------- | ----- | ------------- | ----------- |
| 2021  | Championnats de Slovaquie de cross-country | Bratislava | 1er   | Cross-country | 33 min 46 s |

## Palmarès en ski-alpinisme
- 2022
  -  de l'épreuve individuelle aux championnats de Slovaquie
- 2023
  -  de l'épreuve individuelle aux championnats de Slovaquie
  -  de la Vertical Race aux championnats de Slovaquie
  -  du sprint aux championnats de Slovaquie
  -  de la course par équipe aux championnats de Slovaquie (avec Matúš Danko)

## Records
| Épreuve       | Performance    | Date          | Lieu       |
| ------------- | -------------- | ------------- | ---------- |
| 5 000 mètres  | 15 min 55 s 31 | 8 mai 2022    | Bratislava |
| 10 000 mètres | 33 min 12 s 94 | 24 avril 2021 | Skalica    |